# Torn
För andra betydelser, se Torn (olika betydelser).

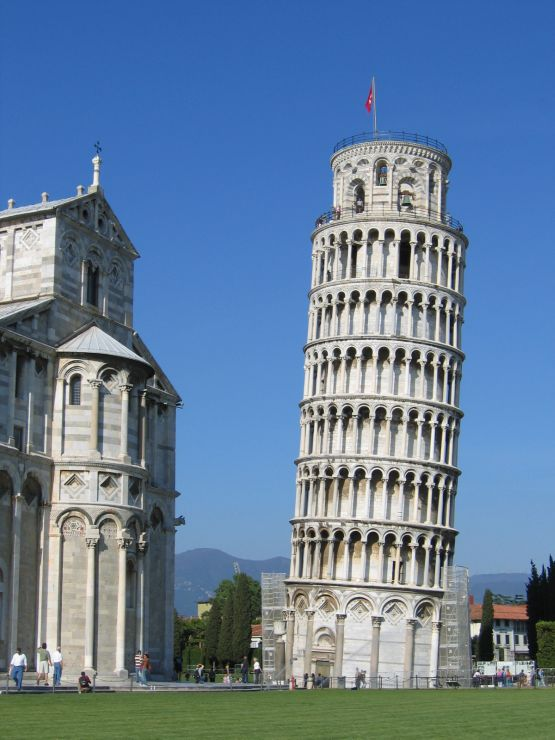
Lutande tornet i Pisa är ett av världens mest kända torn

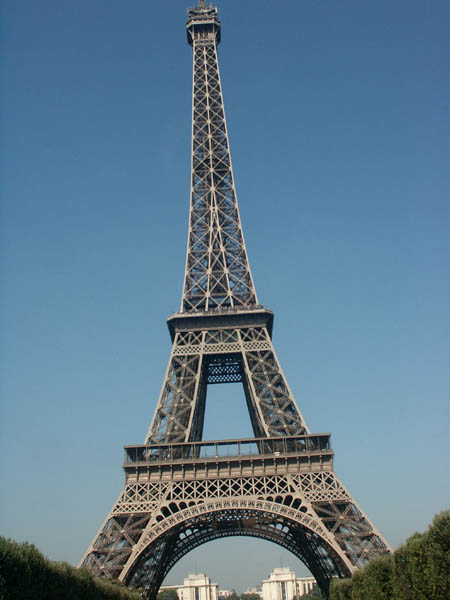
Eiffeltornet i Paris, 324 m

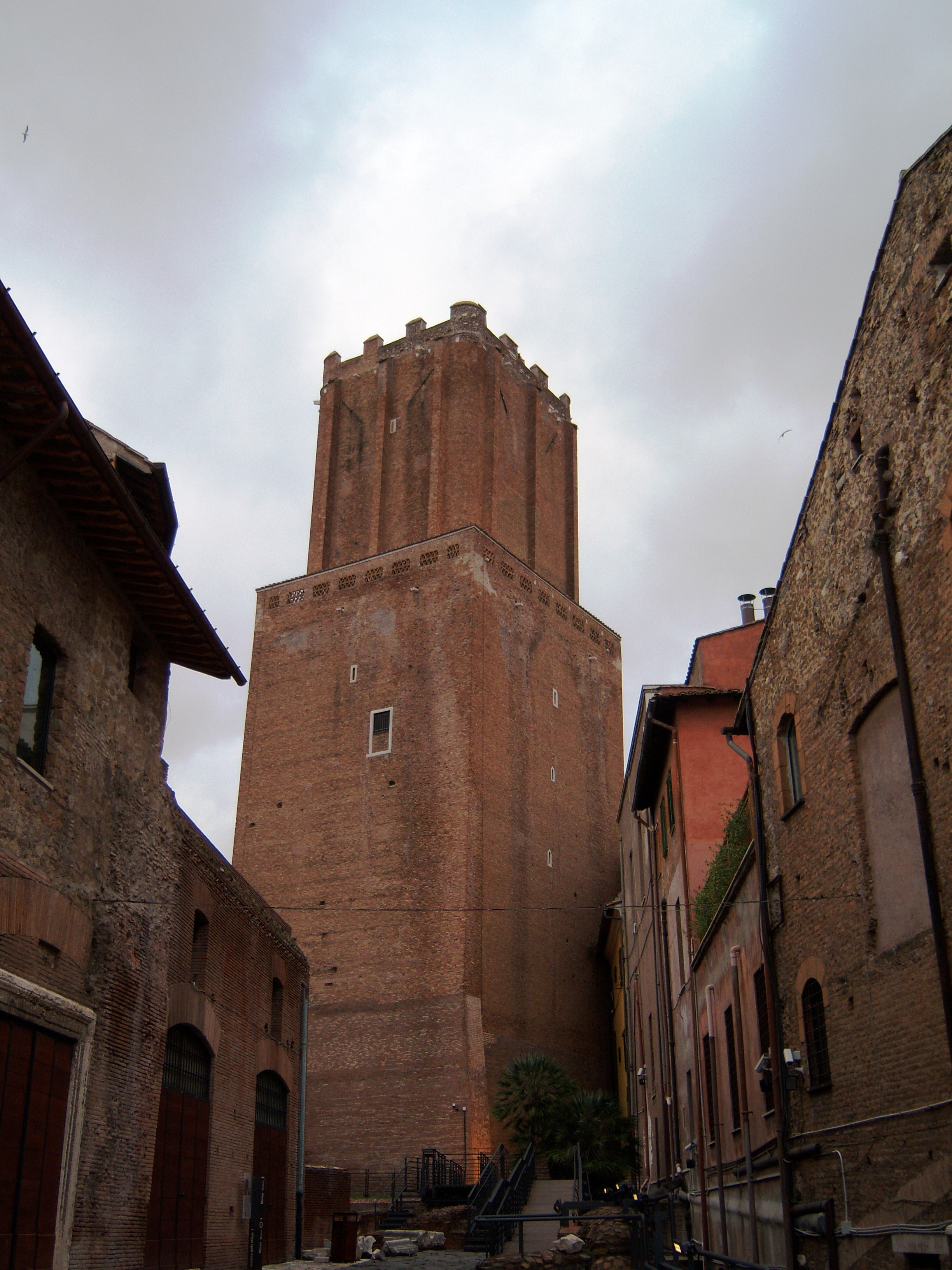
Torre delle Milizie i Rom

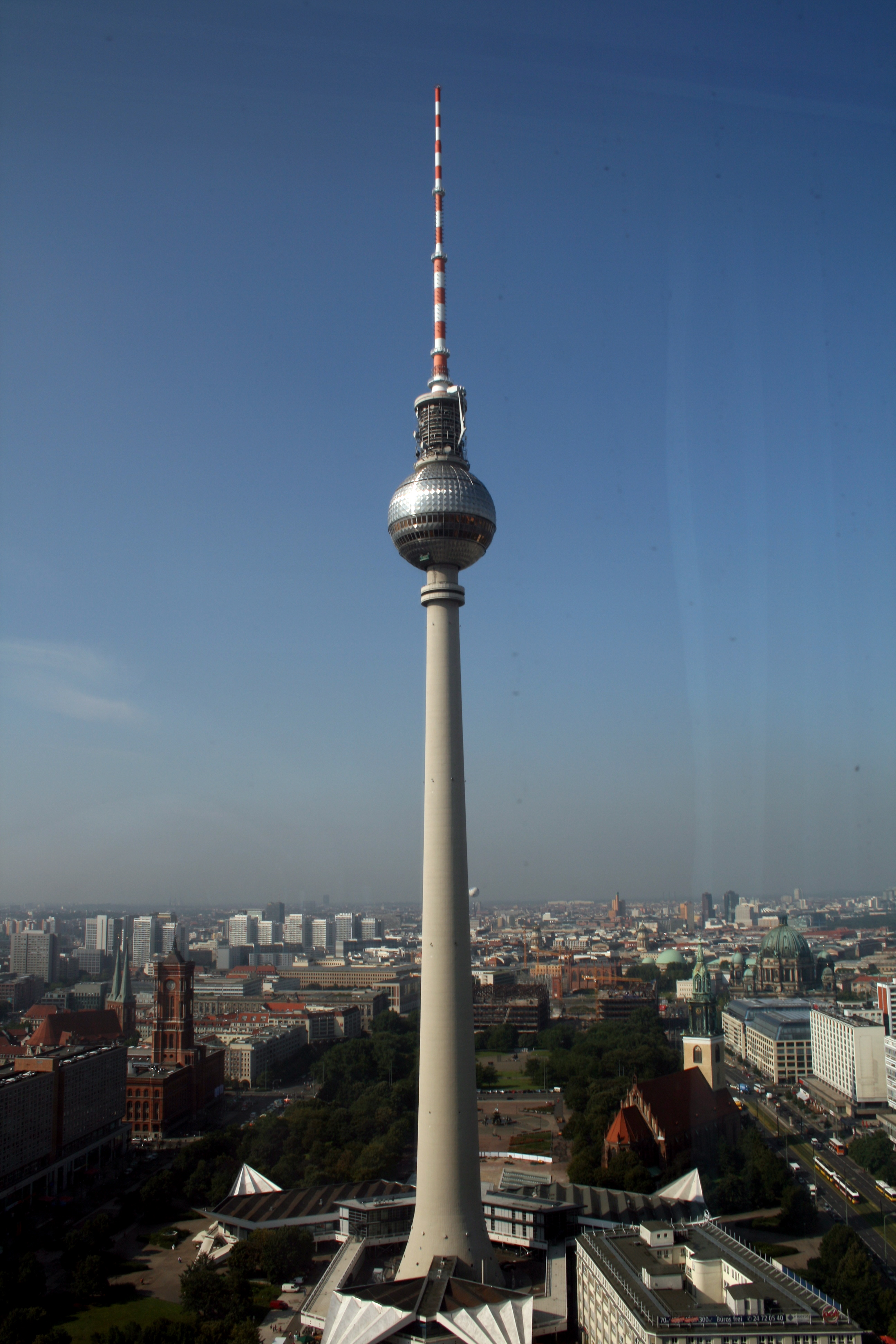
Fernsehturm i Berlin är stadens stora TV-torn och även en välkänd symbol för staden

Torn (mlt: tor(e)n, ytterst av latinets turris) är en hög byggnad eller byggnadsdel, med en relativt liten basyta. Som fristående byggnad används det numera ofta för utsikt ("utsiktstorn") och/eller kommunikation (exempelvis Eiffeltornet). Som del av en byggnad kan det exempelvis vara del av ett slott eller en kyrka.

## Beskrivning
Ett torn kan ha ett eller flera utsikts- och/eller restaurangdäck, men det skiljer sig från ordinära skyskrapor genom att det i regel inte finns några sammanhängande våningsplan under dessa däck samt att tornets huvudsyfte normalt är just att vara högt.
Historiskt sett har torn ofta byggts i försvarssyfte, bland annat i slott och borgar. Med utsikt över omgivningen kunde borgens innehavare bättre övervaka omgivningen och tidigare upptäcka fientlig verksamhet. En annan historisk användning är i eller vid kyrkor, där de både fungerat som plats för kyrkklockor (exempel Lutande tornet i Pisa) och även i orostider haft viss betydelse som försvarstorn. Torn finns även i andra religioner, och minareterna inom islam används i likhet med kristendomens kyrkor för att kalla till bön/gudstjänst. Babels torn är det svenska namnet på den pyramidliknande zigguraten i det forntida Babylon, där den hade religiös betydelse.
Torn kan även komma till användning inom kommunikation. Inom sjöfarten är fyrtornet med sin högt placerade ljuskälla en särskilt typ av kommunikationstorn. För försörjningen av en stad är vattentorn en viktig byggnadstyp för att kunna trycksätta vattenledningsvattnet; i många storstäder placeras motsvarande vattenreservoar ofta på befintliga höghus.
Ett torn är smalt, då detta ger en lägre byggkostnad för en viss höjd. Ändå täcker de högsta tornen en avsevärd yta i markplan.
Ett antal av världens högsta torn samt några tornliknande skyskrapor är medlemmar i sammanslutningen World Federation of Great Towers. Totalt inkluderas här 49 byggnadsverk i 20 olika länder. Medlemskap i sammanslutningen markeras med GT i tabellen nedan.

## Andra höga byggnadsverk
Torn är en sorts hög byggnad. Andra namn på höga byggnader är höghus och skyskrapor (höghus över en viss höjd). Skorstenar kan i likhet med torn vara fristående eller placerade på en byggnad, med dessa har som specifikt syfte att leda rök och avgaser ut på hög höjd.
Torn och andra byggnader (inklusive flaggstänger) kännetecknas av att de är självbärande, det vill säga inte stöds av staglinor eller stöttor.
En annan typ av byggnadskonstruktion är mast, som för sin stabilitet stöds av stag eller stöttor. Master används bland annat inom sjöfarten (fartygsmast) och modern kommunikation (radiomast, signalmast med mera). Kommunikationsmaster kan förses med en eller flera antenner. Ibland placeras dock antenner på för ändamålet byggda torn (Kaknästornet) eller höga byggnader (NTT Docomo Yoyogi-tornet).
"Högspänningsmaster", som leder grupper av högspänningsledningar, är ofta stora konstruktioner i fackverk. De är inte stödda av externa stag eller stöttor och tekniskt sett en sorts torn. Däremot är de inte avsedda att besökas av människor annat än vid service.
Många höga byggnader har torn i namnet, trots att de är byggda med verksamhet i kontinuerliga byggnadsplan med eller utan bostäder/kontor. Några exempel är de nu försvunna "tvillingtornen" (Twin Towers) i World Trade Center i New York, Tour Montparnasse i Paris och Tornet i Linköping.
Statyer i kolossalformat är en annan sorts byggnad, som ofta konstrueras i uppvisningssyfte och ofta även innehåller utsiktsplatser (exempel: Frihetsgudinnan). Pyloner (brotorn) är en specialiserad typ av byggnadskonstruktion som ofta byggs i motsatta par för att hjälpa till att hålla uppe ett hängande vägspann.

## Världens högsta torn
|    | Namn                               | Höjd     | Byggår | Land       | Stad         | Noter |
| -- | ---------------------------------- | -------- | ------ | ---------- | ------------ | ----- |
| 1  | Tokyo Skytree                      | 634 m    | 2012   | Japan      | Tokyo        |       |
| 2  | Canton Tower                       | 600 m    | 2010   | Kina       | Guangzhou    | GT    |
| 3  | CN Tower                           | 553,33 m | 1976   | Kanada     | Toronto      | GT    |
| 4  | Ostankinotornet                    | 540,1 m  | 1967   | Ryssland   | Moskva       |       |
| 5  | Oriental Pearl Tower               | 468 m    | 1995   | Kina       | Shanghai     | GT    |
| 6  | Miladtornet                        | 435 m    | 2007   | Iran       | Teheran      |       |
| 7  | Menara Kuala Lumpur                | 421 m    | 1995   | Malaysia   | Kuala Lumpur | GT    |
| 8  | Tianjin Radio and Television Tower | 415,2 m  | 1991   | Kina       | Tianjin      | GT    |
| 9  | Central Radio and TV Tower         | 405 m    | 1992   | Kina       | Peking       | GT    |
| 10 | Zhongyuan Tower                    | 388 m    | 2011   | Kina       | Zhengzhou    | GT    |
| 11 | Kievs TV-torn                      | 385 m    | 1973   | Ukraina    | Kiev         |       |
| 12 | Tasjkents TV-torn                  | 375 m    | 1985   | Uzbekistan | Tasjkent     | GT    |
| 13 | Liberation Tower                   | 372 m    | 1996   | Kuwait     | Kuwait       |       |
| 14 | Almatys TV-torn                    | 371 m    | 1983   | Kazakstan  | Almaty       |       |
| 15 | Rigas radio- och TV-torn           | 368 m    | 1987   | Lettland   | Riga         |       |
| 16 | Berlins TV-torn                    | 368 m    | 1969   | Tyskland   | Berlin       | GT    |
| 17 | Stratosphere Las Vegas             | 350,22 m | 1996   | USA        | Las Vegas    |       |
| 18 | Sichuan Tower                      | 339 m    | 2004   | Kina       | Chengdu      | GT    |
| 19 | Macau Tower                        | 338 m    | 2001   | Kina       | Macao        | GT    |
| 20 | Europaturm                         | 331 m    | 1979   | Tyskland   | Frankfurt    |       |

## Några andra kända torn
- Fyrtornet på Faros
- Lutande tornet i Pisa
- Rundetårn